# 몰리 도드
몰리 도드(Molly Dodd, 1921년 11월 11일 ~ 1981년 3월 26일)는 미국의 배우, 연극 배우, 텔레비전 배우, 영화배우이다.
로스앤젤레스에서 태어났으며 샌타모니카에서 사망하였다. 할리우드 포에버 공동묘지에 매장되었다.

## 영화
- 에비타 페론 (1981년)
- 월튼네 사람들 (1972년)
- 개구쟁이 6남매 (1969년)
- 아내는 요술쟁이 (1964년)
- 마이 식스 러브스 (1963년)
- 도나 리드 쇼 (1958년)
- 디즈니랜드 (1954년) - 미시즈 블레이크 역